# Bledius furcatus
Bledius furcatus ist ein Käfer aus der Familie der Kurzflügler (Staphylinidae). 

## Merkmale
Die Käfer erreichen eine Körperlänge von 5,5 bis 7,5 Millimetern. Ihr Körper ist schwarz oder schwarzbraun gefärbt. Die Mundwerkzeuge, die Fühler und Beine sind etwas heller gefärbt. Der Vorderrand des Kopfschildes ist aufgebogen. Der Vorderrand des Halsschildes ist spitz zulaufend. Bei den Männchen ist dieses Horn büschelig behaart.

## Vorkommen und Lebensweise
Die Art ist vorwiegend am Schwarzen Meer und im Mittelmeerraum verbreitet und kommt nur mancherorts in Mitteleuropa und im südlichen Nordeuropa vor. Man findet sie an der Küste des Schwarzen Meeres, dem Mittelmeer von Syrien über Nordafrika bis nach Südeuropa, an der französischen Atlantikküste, an den Kanalküsten, den Küsten Deutschlands und Dänemarks und am Kattegat im Südwesten Schwedens. Im Binnenland findet man die Art beispielsweise in Kaukasien, im Süden Russlands und in Teilen Mittel- und Osteuropas. Die Tiere sind salzliebend (halobiont) und leben an der Meeresküste und auch im Binnenland an salzhaltigen Orten. Die Art gräbt etwa 10 Zentimeter tiefe Gänge in den Boden.